# Зелёные святки
Зелёные святки (Русальная неделя) — славянский народный праздничный комплекс весенне-летнего календарного периода, называемый также по главному дню — Семиком. У славян в широком смысле Зелёные святки объединяли период с Вознесения (в некоторых местах с Преполовения) до окончания проводов русалок перед Петровским постом. Праздничный комплекс знаменует окончание весны и начало лета.
У русских часто Зелёными святками называлась неделя, предшествующая празднику Троицы, у украинцев — период с четверга седьмой недели после Пасхи по вторник восьмой недели после Пасхи (в иных местах по Троицу). Празднование было распространено у восточных славян повсеместно. Особенно широко отмечалось у русских. У украинцев и белорусов обрядность цикла лишь частично захватывала Троицу, сдвигаясь на Русальную неделю, понедельник Петровского поста.

## Другие названия
В целом Зелёные святки в этнографической литературе могут называться: Троицко-семицкий празднично-обрядовый цикл, Троицко-семицкий период, Троицко-семицкий обрядовый комплекс, «Русальный» период. Так как пик празднования приходится с четверга-пятницы перед Троицей по четверг-пятницу после Троицы, то в более узком смысле комплекс называют Троицко-семицкой неделей.

### Семицкая неделя (перед Троицей)
Неделя: рус. Зелёные святки, Троицкие святки, Русалочья неделя, Русальная неделя, Русалии, Великая неделя, Клечальная, Задушные поминки, Кукушки, Завивание венков, Неделя Святых Отец; бел. Сёмуха, Сёдмуха, Сёмка, Зелянец, Зялёныя святкі; пол. Zielone Świątki, Stado; чеш. Králový týždeň.
Четверг: рус. Семи́к, Велик четверг (сиб.), Великоденный четверг (сиб.), Тюльпа, Русалчин Велик день, Мавский Велик день (новг.), Троица умерших, Навская Троица (южно-рус., полес.), Рипей азов.; бел. Сёмуха.
Суббота: рус. Семицкая суббота, Духовская суббота, Родительская суббота, Пасха усопших, Троицкие родители, Клечальная суббота, Задушные поминки, Духов день (курск.); бел. Стаўроўскія, Летнія, Траецкія, Сёмушные дзяды, Зялёная субота, Кляновая субота; укр. Зелена субота; полес. Микольские деды, Клён, Маева́я субота, Духова суббота, Духовная суббота, Маёвая суббота; болг. Русална задушниц; серб. Мртва субота.

### Русальная, или Троицкая неделя (с Троицы)
Неделя: рус. Троицкая неделя, Троицкие святки, Зелёные святки, Зелёная неделя, Проводы русалок, Ярилина, Гряная, Всесвятская неделя, Неделя Святой Троицы, Семичная неделя, Вшивая неделя; полес. Вредная, Кривая неделя, Греная (неделя), Играная неделя, Марасальный тыждень, Проводная (неделя), Русальный тыждень, Святая неделя, Святкая (неделя), Святки, Святый тыждень, Сухий тыждень, Тровецкая неделя, Троецкие святки, Троецкий тыждень, Троечная неделя, Троечный тыждень, Троица, Тройчаная неделя; укр. Русальний тиждень, Русальниця; серб. Русалиjска недеља.
Понедельник: рус. Духов день, День Духа, Троица (воронеж.); Именины Земли (вят.), Земля именинница (тамб., сиб.); Провожание русалок (рязан.); Русальница, Иван-да-Марья; укр. Богодухів день, Розигри; бел. Брэзжыны; полес. Дух, Купальный день, Святый Дух, Троица; серб. Други дан Духова, Други дан Троjица, Друга Троjица.
Вторник: рус. Проводы Русалок, Похороны русалки, Изгнание русалки, Вода именинница, День воды, Кострома, Проводы Весны, Родительский день (воронеж.), Скорбящая (воронеж.), Семик (воронеж.), Ярилин праздник; полес. Кінскій Велык-день, Брюхо, Конский великдень, Сухиндень, Сухиндый, Сухинды, Троечка, Троечник, Вялікадзень мёртвых; укр. Духов день; серб. Трећи дан Троjица, Трећа Троjица, Водени уторак.
Среда: рус. Градобой, Градобойный день, Градовой день, Бураломы, Сухая среда; бел. Градавая серада, Градабой, Серада Русаль.
Четверг: рус. Русальская пасха, Киселёв день, Гряной четверг (брянск.); бел. Сухі чацвер, Наўскi, Намскi, Сухi чацвер, Наўская Тройца; укр. Мавський, нявський великдень.
Пятница: полес. Дедова пьятница.
Суббота: бел. Летнія Дзяды (слуцк.).

## Символика праздника
Семицкая неделя бывает на седьмой неделе после Пасхи и получила такое народное название от Семика. Эта неделя в старину известна была под именем Русальной. Малоруссы называют её зелёною, клечальною, а последние три дня зелёными святками. Около Стародуба её величают Греною, где и семицкие песни называются Гренухами. Дни семицкой недели наш народ называет особенными именами: вторник: задушными поминками, четверг: семиком, субботу: клечальным днём, семицкие ночи называются: воробьиными. Литовцы и поляки называют нашу Семицкую неделю зеленою неделею, чехи и словаки — Русальною, карпато-руссы — Русалье.
— Сахаров И. П., Сказания русского народа
Семик, как и Троица считался девичьим праздником. Девочек-подростков принимали в компанию девушек и они могли «невеститься», гадать о суженом и принимать участие в осенне-зимних посиделках (см. Кумление). Также и в природе Мать — Сыра Земля готовилась к плодоношению — на пролетье колосились рожь и овёс:
— Семик, Семик, Троица,

Пресвятая мать Купальница,

Ты на чём приехала?

— На овсяном зерночке,

На оржаном колосе!
Как и перед другими большими праздниками, перед Семиком (Троицей) поминали умерших: сначала заложных, затем родителей.
В католической традиции Зелёные святки завершались на Троицу объездами по селу верхом на лошадях (ср. Пасхальная кавалькада), играми в «Краля» и «Кралицу» (см. Королевские обряды).

## Русалии
Русалии — праздник в память умерших у древних славян, поминальные дни (русальные дни) или сам поминальный обряд.
Первое упоминание о русалиях содержится в Лаврентьевской летописи (под 1068 г.). В ней осуждается языческий обычай призывать «дьявола» для предотвращения засухи: «Дьявол льстить, превабляя ни от Бога трубами и скоморохы, гусльми и русальи». В более поздних памятниках Русалии характеризуются как «бесовские игрища» и «потехи с плясанием», песнями, с ряжением в маски животных и т. п.
Считалось, что на Семик или на Троицу (в иных местах с Вознесенья) русалки выходят из воды и пребывают на земле. В течение всего периода русалки находятся в непосредственной близости от человека, так что даже могут вступать с ним в контакт. С Семика действовали многочисленные запреты и обычаи, например, повсеместным был запрет на большие работы, нельзя было ходить в лес поодиночке, водить туда скот, полоскать бельё и заниматься шитьём. Один из древних обычаев, связанных с этим праздником, — это запрет на купание в реке, особенно в полдень и в полночь. Существовало поверье, что русалки утаскивают утопленников к себе. В Русальную неделю следовало задабривать русалок — тогда можно было рассчитывать на их помощь.
Во время Русалий песни и гулянья затягивались далеко за полночь. Церковь к подобным праздникам относилась крайне отрицательно: к примеру, Стоглавый собор 1551 года резко осуждал подобные гулянья.

## Семик
Семи́к — обычно седьмой четверг или седьмое воскресенье после Пасхи, откуда и название. Во многих местах с этого дня в сёлах ставили берёзки («Троицкое дерево»), а девушки «кумились». Семик открывает обрядовый комплекс троицко-семицкого празднества. В течение столетий древние обряды Семика постепенно переносились на Троицу. В одних местах этот процесс к XIX веку полностью завершился: Троица (Троицкая суббота и воскресенье) впитала в себя всю обрядность Семика. В других — обрядовые действия раскладывались на Семик и Троицу. В Белоруссии (бел. Сёмуха) и на юге России Семик отмечали в воскресенье, считая название «Троица» поздним церковным.
Отличительной чертой Семика являлось поминовение «заложных» покойников, то есть погибших не своей смертью («кто не изжил своего века»). Поминки проводились обычно в четверг Семицкой недели, в некоторых местах — во вторник («Задушные поминки»). Считалось, что души заложных покойников возвращаются в мир живых и продолжают своё существование на земле в качестве мифологических существ (см. Русалка, Мавка). Их запрещалось отпевать в церкви, и поминались они отдельно. По народным представлениям, умерших плохой смертью не принимает земля, поэтому они остаются неупокоенными и могут досаждать живым, зачастую находятся в услужении у нечистой силы, а иногда вообще обладают демоническими свойствами. Поминать заложных покойников разрешалось только в Семик, поэтому этот день считался «отрадой» для их душ.

## Троицкое деревце
Берёзонька белая, 

Берёзонька кудрявая

На чём приехала?

На ковре, на золоте,

На атласе, на бархате.

У кого же ты гостила?

У отца, у матери,

У роду, у племени,

У красных девушек.

Хотят берёзоньку срубить,

И её в речке утопить.

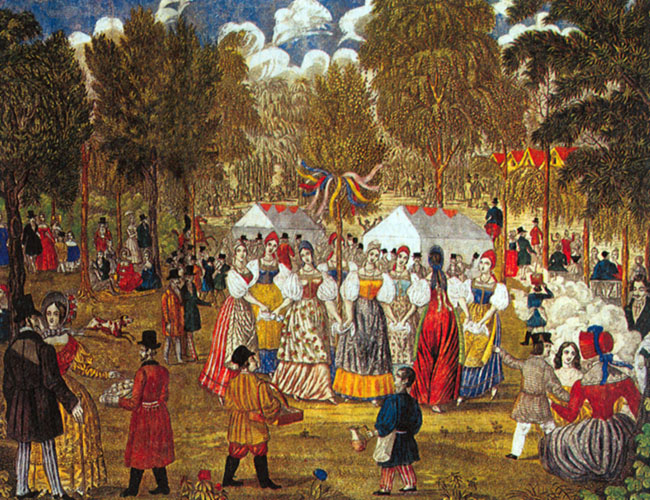
А. Грачёв. Семик, или Гулянья в Марьиной роще. 1845

Троицкое деревце — один из главных символов троицко-семицкой обрядности. Наряду с цветами, венками, ветками троицкое деревце используется для украшения дома, двора, улицы, церкви. Троицкие обычаи со срубленной и украшенной берёзкой широко распространены в центральных русских областях, в Поволжье и в Сибири. Выбрав за селом (в лесу, вблизи от ржаного поля, у воды) подходящую молоденькую берёзку, девушки украшали её каждая своей лентой, платками, бусами, полевыми цветами. Со срубленной (заломленой) и украшенной берёзкой (называемой в разных местностях: кума, красота, сад, семик, столб, куст и т. п.) молодёжь ходила по селу, устанавливала на месте игрищ, водила хороводы, а затем несла к реке и бросала в воду: «Срубим берёзку, нарядим цветочками, принесём в деревню, крутимся хороводом с песнями. Хороводы кончили — берёзку в реку забросим». В Тобольской губернии наряженную в женское платье берёзку «водили в гости», то есть вносили в каждый дом, символически угощали (см. Обходные обряды славян), а вечером, собравшись в одной избе, «отпевали», после чего шли топить её к реке.
Обряды с растущим деревом («завивание» и «развивание» берёзки) — один из центральных эпизодов семицко-троицкого комплекса у русских, известный почти повсеместно. Эти действия совершались двуэтапно в разные сроки: «завивать» берёзку ходили обычно в Семик, а «развивать» — на Троицу (в др. вариантах: на Троицу и в Духов день; на Троицу и в Петровское заговенье). На Семик девушки шли в лес «завивать берёзу» (ср. песню «Во поле берёза стояла»).
По мнению В. Я. Проппа, причина такого повышенного внимания именно к берёзе заключается в том, что молодую берёзу считали средоточием магической плодородной энергии. Эта энергия важна и полям, которые жизненно нуждаются в плодородии, и людям и скоту, которым необходима энергия плодовитости. Поэтому и поля, и людей старались приобщить к этой живительной энергии берёзы. Кроме того, берёзу в её ритуальной роли можно сравнить с «майским деревом» западноевропейских народов. Как считает Д. К. Зеленин, оба этих явления своими корнями восходят к древним тотемическим представлениям.
На юге России и Украине основным обрядовым деревом часто выступал клён, из-за чего дни называли «клечальной субботой» и «клечальным понедельником». Клечальный — от названия листьев клёна, которыми украшали дома и дворы.

## Кумление
Подробнее по этой теме см. Кумление и Крещение кукушки

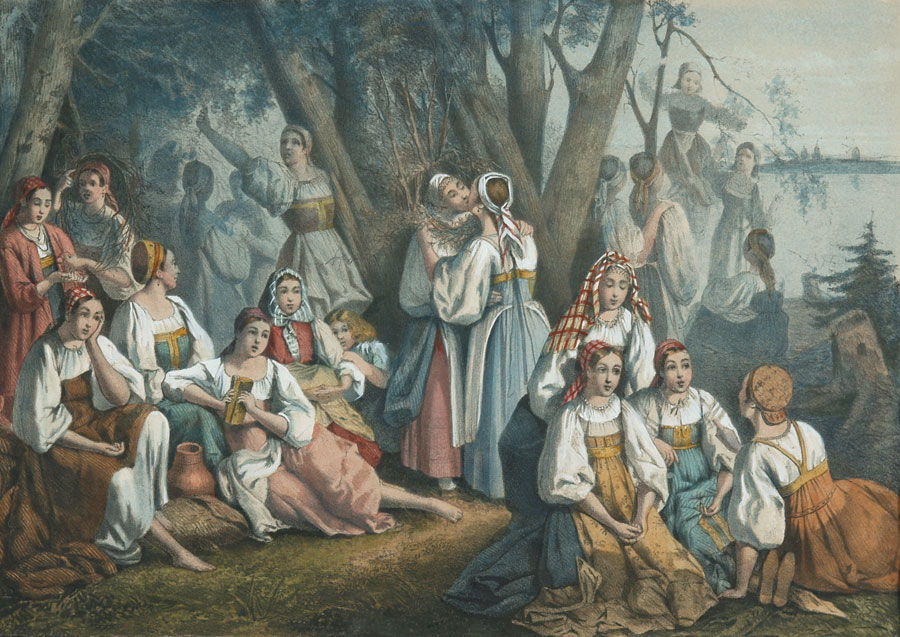
Кумление на Семик-Троицу. XIX в.

Кумле́ние — обряд инициации в цикле весенне-летних праздников восточных и южных славян, а также форма молодёжного союза. На восточно-славянской территории кумление известно в большинстве областей Европейской России (в особенности в средней полосе России и в меньшей степени на Рус. Севере), а также на северо-востоке Украины и на востоке Белоруссии. Кумились в подавляющем большинстве случаев именно девушки, достигшие совершеннолетия; они кумились парами (очень редко — по четверо); изредка кумились все вместе, в том числе надевая поочерёдно один венок.
Из веток заплетали венки. При этом пели песни, водили хороводы, а под берёзками ели принесённую с собой еду (при этом обязательно должна была быть яичница). При завивании венков девушки кумились, то есть совершали обряд кумления: на связанные в виде круга ветви берёз вешали крестик, девушки попарно целовались через этот венок, менялись какими-нибудь вещами (кольцами, платками) и после этого называли друг друга кумой (посестримство). Этнографы объясняют этот обычай как пережиток древнейших обрядов, отмечавших половую зрелость девушек и принятие их в особую половозрастную группу.
Кумление обычно было срединным эпизодом праздника, начинавшегося с установления (выбора в лесу, внесения в дом, украшения, наряжания) троицкого деревца (берёзки, ветки клёна и т. п.) или с обряжения «кукушки» (в южно-русских областях, кумление входило в состав обряда «похорон кукушки») и завершавшегося совместной трапезой девушек (иногда вместе с парнями, присоединявшимися к девушкам уже после совершения кумления), а также очень часто — гаданием с венками; на этом же этапе, как правило происходило и развивание берёзы, точнее завитого на ней венка, и собственно раскумливание (см. Троица).
По венкам гадали на судьбу. Если венок долго не увядал, то девушку ожидала счастливая любовь. А если увядал быстро, то значит, любовь будет короткой.

## Русальная неделя

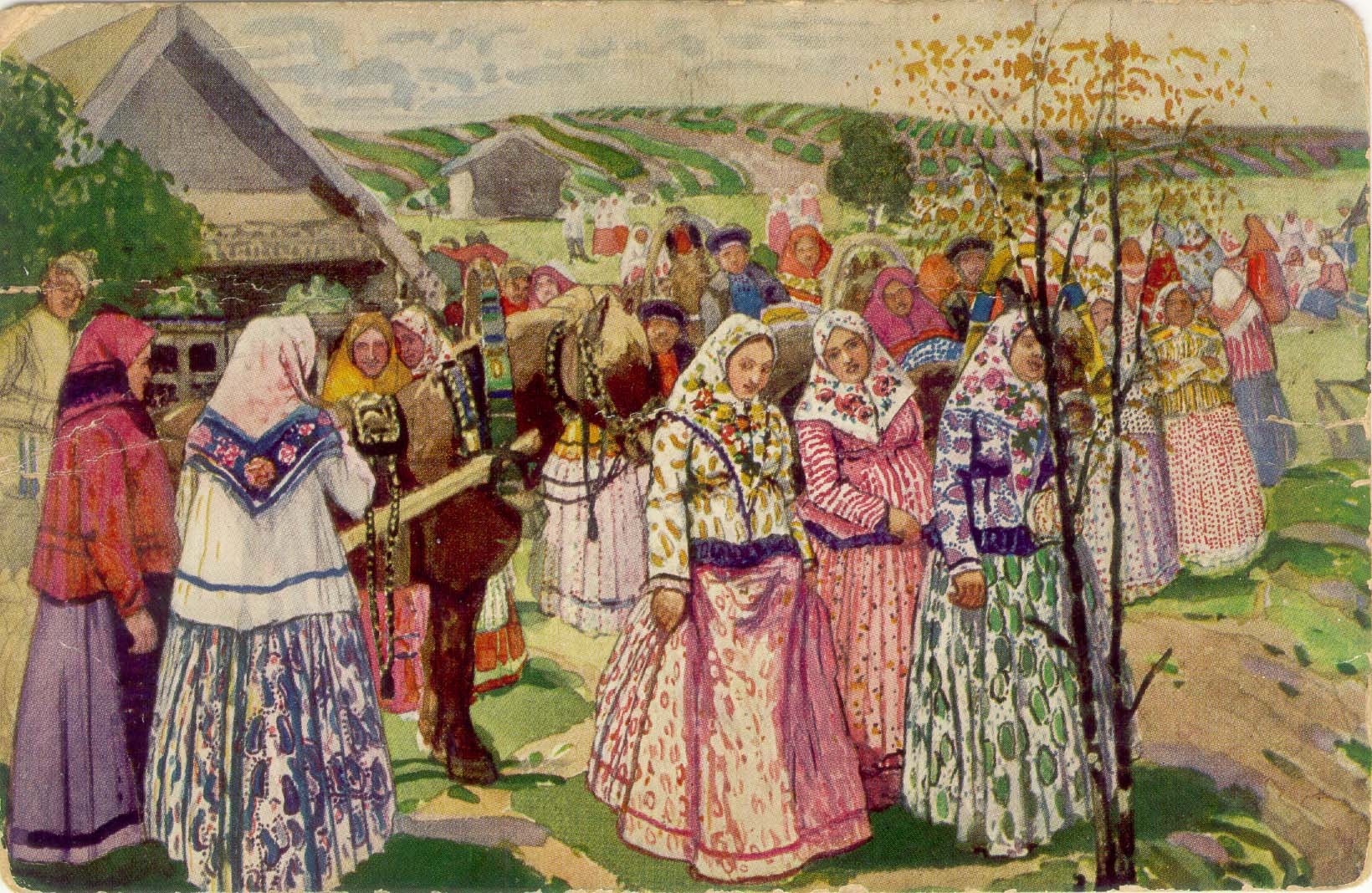
А. Третьяков. Деревенское гулянье, 1873

### Обычаи
Русальная, или Троицкая неделя (начиналась с Троицы) у южных и восточных славян является ядром всего троицко-купальско-петровского цикла. Она завершает весьма протяжённый период, связываемый в мифологии весеннего цикла с пребыванием на земле, среди живых, душ предков. В духовскую субботу отмечаются общие для всех православных славян поминки по умершим, символизирующие уход душ в места их вечного пристанища. Считалась временем пребывания на земле русалок, вышедших из воды после Вознесения. На Русальной неделе обычно совершались обряды, связанные с прощанием с весной: «Вынос троицкой берёзки», «Проводы русалки», «Похороны Костромы», «Вождение коня», «Проводы весны».
В календаре балканских и восточных славян (особенно в украинско-белорусском регионе) наступает время «заложных» или «нечистых» покойников (главным образом умерших девушек и малолетних детей), появляющихся на земле с «того света» на короткий период Русальной недели. Именно этим внутренне мотивирован хрононим «Русалчин Великдень», означающий период временного воскресения русалок (ср. другое название русального четверга — Навская Троица, также имеющее поминальную семантику). В Полесье вся неделя была посвящена утопленникам.
По завершении Русальной недели русалки покидают землю и возвращаются на «тот свет», что кое-где отмечается обрядом «проводов (удаления, изгнания) русалки». В иных местах русалки «возращаются» на «тот свет» на Аграфену Купальницу или Февронию Русальницу.
В Полесье (Брестская область) четверг назывался «сухим». В этот день запрещались некоторые хозяйственные работы, прежде всего связанные с землёй (копание, пахота, сев), посадка и прополка огородных культур, стирка. Украинцы называли четверг на русальной (зелёной) неделе, когда русалки празднуют свою Пасху, мавской или навской Пасхой (укр. мавський, нявський великдень).

### Вождение тура
В польском Подлясье на Зелёные святки парни водили по селу вола, обвешанного специально приготовленными из коры ольхи упряжью и куклой, изображающей человека. Вол, напуганный таким убором, бегал и скакал, пока не сбрасывал его. Вероятно, вызывание ярости животного, которое считается символом мужской силы и мощи, и являлось главной целью данного обряда.
В Мазовии бык — центральный персонаж троицких обрядов. Его покрывали старой сетью и обряжали цветами и ветками, вешали на рога венок из берёзы и гнали впереди стада, либо на быка сажали чучело «рыцаря» из ольховой коры и затем сбрасывали его наземь, называя этот обряд — «воловьей свадьбой» (пол. wolowe wesele). В Куявии бык, покрытый попоной, с цветами на рогах участвовал в торжественном шествии в сопровождении дюжины пастухов, дюжины девушек с цветами и музыкантов, которых встречала вся деревня.
В Словакии ряженье Туронем было наиболее популярным. Туроня изображали двое мужчин, стоявшие друг за другом. При этом задний, слегка наклонившись, держался руками за плечи переднего, который держал в руках палку, на верхнем конце которой была прикреплена голова Туроня с подвижной нижней челюстью. Голова изготавливалась так же, как и у поляков. Ко рту пришивался язык из твёрдой материи или кожи. Глаза делались из круглых блестящих кусочков жести. К длинным рогам также привешивались бубенцы. На обоих актёров была накинута плахта из мешковины или иной материи так, что вместе с головой это составляло одно целое. В некоторых местах Туроня изображал один человек, так же, как и в польском варианте.
«Туронь» у словаков является символом силы и плодородия. В его честь Троица по-словацки называется «турица» (словац. Turíce). Обходы с туронем первоначально исполнялись только на Троицкие праздники.

### Проводы русалок и Ярилы
Обряд представлял собой шествие по селу или выход за пределы села группы участников, которые сопровождают ряженого, именуемого русалкой.
В некоторых местах русалок провожали в Клечальную субботу (тул.), в Духов день (астрахан.), во вторник на Русальной неделе (рязан.), в день заговенья на Петров пост (саратов., рязан.). В восточном Полесье ритуал приурочен к первому понедельнику Петрова поста.
В Муроме на Семик женщины пели особую песню о Костроме и устраивали её «похороны», а в Твери хоронили Ярилу. В Рязани понедельник после Зелёной недели назывался Провожанием русалок. В брянском Подесенье обряд проводов русалки проходит с Троицы по Семик (четверг на троицкой неделе) или по Петровские заговины.
Ритуалы с чучелом и явно эротические элементы вообще семицкой обрядности призваны вызвать плодородие земли. В данный период это особенно важно, поскольку для земледельца конец весны и начало лета — критический и решающий момент: посев уже закончился, и рост хлеба полностью зависит от плодоносных сил земли. Ритуалы с чучелом, как показывают исследователи, являются проявлением не до конца сформировавшегося у славян культа умирающего и воскресающего бога, связанного с плодородием, природой и её сезонными изменениями.

### Вождение «Русалки-коня»

«Вождение русалки» (коня) в с. Оськино Воронежской губ. 1930-е.

В середине XIX века в селе Ульяновка Лукояновского уезда Нижегородской губернии, молодёжь отмечала «проводы русалки», которые одновременно понимались и как проводы весны. Участники собираются на площади в центре села «тут кого-нибудь наряжают лошадью, подвешивают под шею колокольчик, сажают верхом мальчика и двое мужчин ведут под уздцы в поле, а позади весь хоровод с громкими прощальными песнями провожает и, придя в поле, разоряет наряженную лошадь с разными играми».
Подобный обряд «вождения русалки» бытовал в с. Оськино Хохольского района Воронежской области. «Водили русалку» в Русальское заговенье. Русалкой-конём рядились двое мужчин, им на плечи клали лестницу и накрывали сверху материей, делали хвост из конопли. Стоящий впереди держал в руках вилы, на которых была прикреплена лошадиная голова, с рогами (ушами) и бородой из конопли. Руководители проводами специалисты-«русальщики», которые и делали коня. Один из них был «вожак» в глиняной маске. Вёл русалку ряженый «цыган» с кнутом. Иногда водили двое-трое: один вёл за узду, другой шёл с плёткой, третий — «цыган». Иногда с ними шла женщина-«цыганка», она всем гадала и за гаданье просила награду. «Русалка» плясала, за людьми бегала, бодалась. Процессия обходила всё село. Подойдя к дому, «Русалка» била рогами в ворота, ложилась и не уходила, пока ей не дадут подарок: яйцо, кусок мяса, конфеты. Того, кто не даст подарок, русалка грозилась забодать. Женщины и дети приговаривали: «Русалушка, русалушка, боюсь я тебя, забрухаешь ты меня». Подарки собирали 3-4 женщины с вёдрами. Ряженые водили хоровод вокруг русалки, приплясывали. Одевались как можно смешнее. Женщины одевали понёвы, яркие кофты, цветастые платки, лапти, мазали брови сажей, красили щёки свёклой. Сопровождали процессию женщины, которые исполняли песню «В лелей холоду». Иногда на дороге встречались две русалки. Они начинали драться друг с другом. Русалка могла упасть, и тогда её отливали, поливая из чайника водой. Во время «вождения русалки» разыгрывались весёлые сценки, конь-русалка плясала, бросалась на людей, как бы давя их, и т. п., кончалось же всё её смертью: конь-русалка валился на бок и поднимал вверх ноги, а народ разрушал его, растаскивал всё в разные стороны, разбивал глиняную маску, деревянный же остов коня, вилы, на которых держалась голова, и узду убирали и сохраняли до будущего года. После того, как всё село обошли и набрали подарков, русальщики заходили в какой-нибудь дом и готовили обед. Все участники обедали, пели песни, веселились, плясали.

### Похороны Костромы

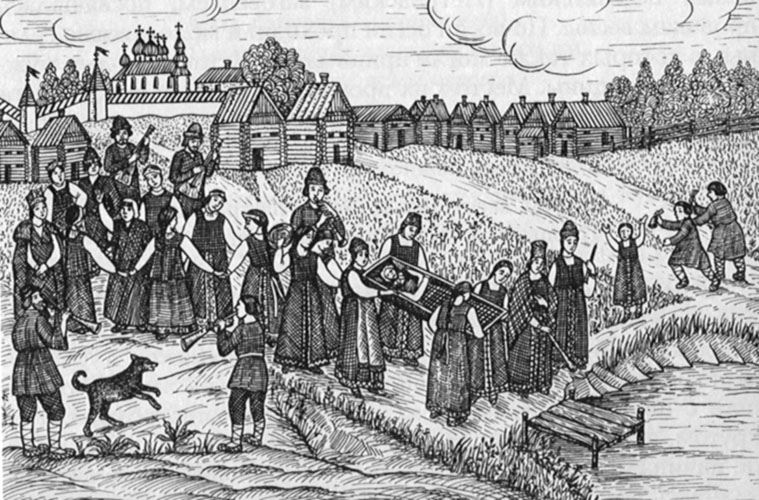
Похороны Костромы. Рисунок с лубка. XIX в.

В XIX веке в Муромском уезде похороны Костромы справляли парни и девицы. Собравшись, они делали соломенное чучело Костромы, одевали его в платье или просто перевязывали верёвками. Затем Кострому с песнями относили на берег озера или реки. Здесь все компания разделялась. Одни охраняли чучело: они становились в круг, кланялись Костроме и «производили перед ней разные телодвижения». Другие нападали на первых и старались похитить Кострому. Завязывалась борьба. В конце концов удавалось захватить чучело. С него срывалось платье, верёвки, чучело разрывалось, солому топтали и бросали в воду со смехом. Первая сторона «горевала», «производила заунывный вой», «оплакивала погибель» Костромы. После обе стороны вместе с весёлыми песнями и танцами возвращались в село.
В селе Губаровке Сердобского уезда Саратовской губернии обряд проходил на Русальское заговенье перед Петровым постом. В начале XX века в обряде участвовали в основном старухи. «Они берут ржаной сноп, приделывают руки, обряжают по-бабьи, кладут на носилки, вопят и несут чучело-русалку в ржаное поле, где оставляют на меже. Во время шествия с чучелом-русалкой несколько раз поют песню:

Уж ты свет моя Кострома,
Государыня Костромушка была,
Не Костромушка, кумушка моя!
Не покинула при нужди ты меня,
При нужди, при старости».

### Южнославянские русалии или калушары

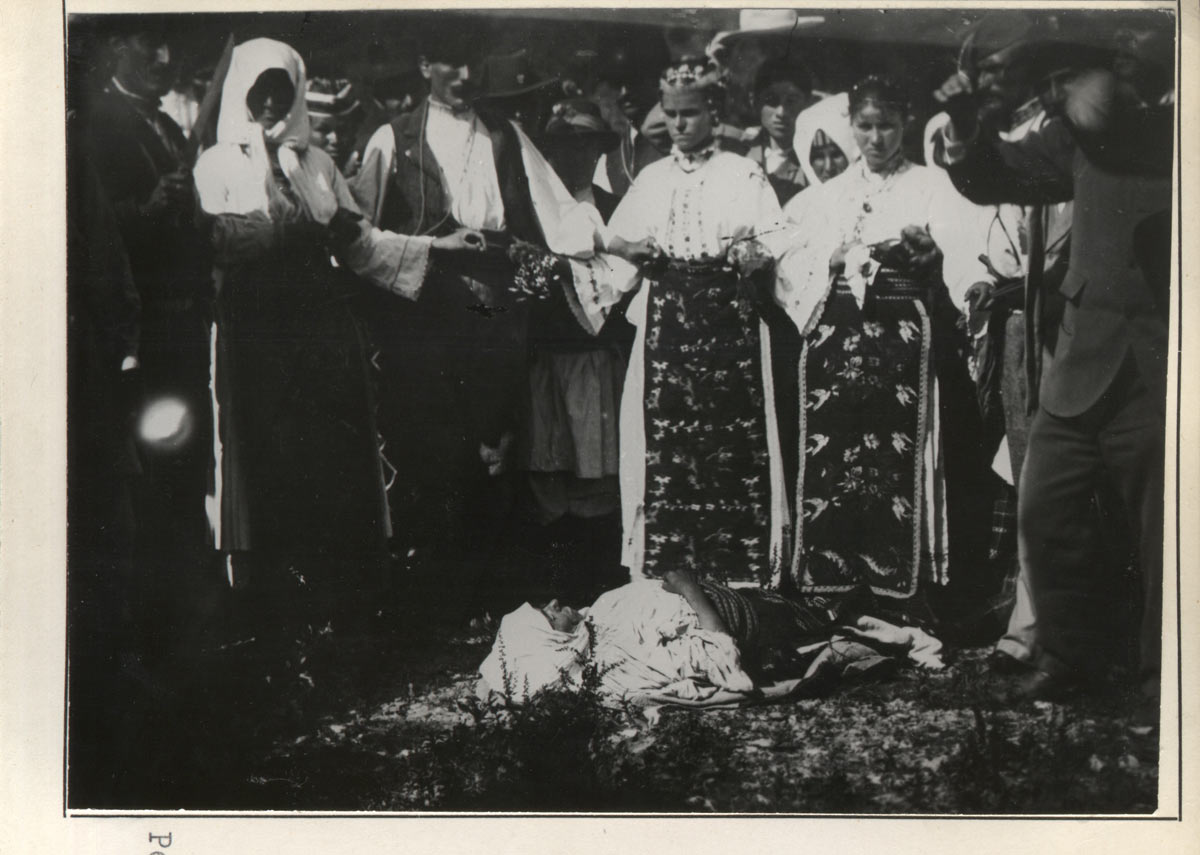
Проведение обряда для излечения от «русальской болезни» в Сербии. Деревня Дубока, община Кучево, 1901 год.

По болгарским поверьям в это время наступает пора самодив и русалок. Они нисходят в этот мир в Вознесеньев день и их появление предвещает богатый урожай. В то же время, самодивы и русалки могут жестоко мстить тем, кто их разгневает. Считалось, что если человек окажется у родника, где умываются русалки, прервёт их трапезу или помешает их танцам на поляне, то русалки нашлют на него тяжёлую болезнь, от которой человек впадает в обморок, резко ослабевает, а порой и умирает.
Такого человека, заболевшего «русалской болезнью» могла вылечить лишь особая группа людей — русалии или калушары. Они объезжали сёла, выполняя обрядовые танцы для здоровья и плодородия, наподобие ряженых и лазарок, и обладали силой прогнать поселившихся в домах и людях злых духов. Лечебные обряды выполняла группа мужчин-русалий из 7, 9 или 11 (чаще всего семи) человек, которых возглавлял ватафин. Ватафин проводил тщательный подбор участников обряда: они должны были быть здоровыми и выносливыми, уметь хорошо танцевать, хранить тайну, быть добрыми и честными. Перед посвящением кандидаты в русалии проходили обучение, потом соблюдали пост на определённый срок, давали присягу и лишь после этого проходили специальную церемонию посвящения, которая предоставляла им право совершать обряд. Обычно эти умения предавались от отца сыну и хранились в строгой тайне.

### Поговорки и приметы
- Пока жито цветёт, русалки в жите ходят (полес. Пакуль жито красуе, русалки у жите ходять)[105].
- Невестится невеста, а будет ли толк — Bce-Святые скажут[106].
- Святая неделя — красная, Всесвятская — пёстрая[107].
- Все Святые с одним богатырём — Ярилой борются, совладать не смогут[107].
- Всесвятская неделя — проводы весны[108].
- На Ярилу пьёт баба, на Купалу опохмеляется[107].